# Raiden (Mortal Kombat)
Raiden (também conhecido como Lord Raiden) é um personagem da série de jogos eletrônicos de luta criada por Ed Boon e John Tobias, Mortal Kombat. Um dos sete personagens jogáveis do primeiro jogo da série, Raiden é o Deus do Trovão e protetor do reino da Terra, com frequência liderando as forças do bem contra o mal e servindo de mentor para os personagens terráqueos como Liu Kang. Nas batalhas mais grandiosas, ele deixa o seu status de entidade divina e toma uma forma humana intervindo, lutando contra as forças mais poderosas do mal. Sendo um deus, ele tem muitas habilidades sobrenaturais, como teleportar-se, controlar raios e voar.

## Criação
Visitando o Museu Field de Chicago em busca de inspiração, o artista John Tobias viu uma estátua da divindade do xintoísmo Raijin com sua legenda "Deus do Trovão" e decidiu por criar uma versão de tal divindade. Porém na sua pesquisa, em que também achou a ortografia alternativa e eventual "Raiden", Tobias decidiu que a versão tradicional do Raijin como um anão barrigudo com um um tambor não servia para o jogo, e Raiden acabou por se assemelhar ao personagem Lightning de Big Trouble in Little China, um criminoso chinês que soltava raios e usava chapéu de palha cônico. Para ter uma caracterização diferente de Lightning, Tobias concebeu um arquétipo de Raiden como um mentor, já que seu estado como um deus o faria figura inspiradora. Nas versões domésticas dos quatro primeiros jogos, a Acclaim Entertainment soletrou o nome do personagem como "Rayden", porque Raiden já era o nome de um jogo da Tecmo e a empresa temia problemas legais. Raiden foi interpretado por Carlos Pesina, com sua voz providenciada pelo funcionário da Midway Jon Hey, mais conhecidamente os gritos - que aparentam ser japonês mas são só ruídos - quando Raiden dá seu golpe voador. O irmão de Pesina, Daniel, revelou que tais sons surgiram após Carlos gritar de dor ao ser atingido nos testículos montando no arreio que permitiria filmar tal golpe.

## História
Desde os primórdios do Reino da Terra, Raiden é seu protetor. Ele lutou contra o corrompido deus ancestral Shinnok, que desejava tomar para si o lugar de seus companheiros - os outros deuses anciões -, em uma guerra que ameaçava destruir todos os reinos. Uma das baixas dessa guerra foi a civilização sauriana (da qual Reptile fazia parte), cujos sobreviventes foram forçados a migrar para outro mundo, que eles chamaram de Zaterra.
Com ajuda dos deuses anciões, Raiden conseguiu derrotar Shinnok e bani-lo para Netherealm, e guardou o sagrado amuleto em uma localidade secreta (o Templo dos Elementos, escondido nas maiores montanhas do Nepal). Raiden encarregou quatro deuses para tomar conta do amuleto: os deuses do vento (Fujin), do fogo, da terra e da água.
Eras depois, Raiden foi mentor de seu primeiro aliado humano: Kung Lao (que posteriormente ficaria conhecido como "O Grande"). Kung Lao venceu Shang Tsung no Mortal Kombat, ganhando assim o privilégio de se tornar imortal até o torneio seguinte. Ajudado por Raiden, ele aproveitou o intervalo de um torneio para o outro para treinar novos guerreiros, combater as ameaças ao reino da Terra e criar a Sociedade do Lótus Branco, uma sociedade secreta que consistia num grupo formado por guerreiros de grande poder, com o objetivo de proteger nosso mundo. Por muito tempo, eles lutaram contra as forças do mal e foram vitoriosos, mas Kung Lao foi derrotado por Goro cinqüenta anos depois, pois Tsung cinqüenta anos mais velho corrompeu o torneio antes do tempo pela vingança, e também para absorver a alma do guerreiro, podendo assim conseguir novamente a imortalidade e ficar a mais um passo da obtenção do reino da Terra. Raiden lamentou profundamente a morte do grande Kung Lao, mas sabia que o seu legado seria levado adiante por toda a eternidade, fosse através da Sociedade do Lótus branco ou por seus descendentes.
Quando o Sub-Zero mais velho roubou do Templo dos Elementos o amuleto de Shinnok, milhares de anos depois, Raiden apareceu para o Lin Kuei e o ordenou para trazê-lo de volta do Netherealm, para que Shinnok não o usasse para se libertar. Raiden não poderia entrar em Netherealm, pois perderia seus poderes se o fizesse.
A missão de Sub-Zero foi um sucesso, e Shinnok não era mais uma ameaça iminente. Mas foi revelado que o feiticeiro Quan Chi, que havia roubado o amuleto das mãos de Sub-Zero, dera a Shinnok um amuleto falso, traindo o deus ancião. Raiden não percebeu isso, e Quan Chi teve a posse do verdadeiro amuleto, pelo menos até sua morte nas mãos do deus do trovão.
Durante a ameaça de Shinnok ao reino da Terra (Mortal Kombat 4), Raiden reúne os guerreiros de nosso mundo mais uma vez para protegê-lo. Após a derrota de Shinnok, Raiden ocupa seu lugar como deus ancestral, até renunciar para poder enfrentar a Aliança Mortal (formada pelos feiticeiros Quan Chi e Shang Tsung).
No final dessa perigosa aliança entre Quan Chi e Shang Tsung, os campeões de Raiden sucumbiram às forças dos dois feiticeiros e, conseqüentemente, Raiden teve de desafiar os desejos dos deuses anciões e enfrentar sozinho a Aliança Mortal. Apesar de ter lutado bem, Raiden não pôde com a força opressora de seus inimigos e foi derrotado. Quase imediatamente, a Aliança Mortal é desfeita e Quan Chi e Shang Tsung lutam entre si pelo controle supremo dos reinos. Quan Chi derrotou Shang Tsung e pensou ter completado sua busca, mas estava determinado que só poderia haver um governante do Outworld. E aquele governante voltou: Onaga, o Rei Dragão. Enquanto Quan Chi tentava ferir Onaga, Raiden e Shang Tsung se levantaram e os três formaram uma nova aliança, mas ainda assim não causariam grandes danos a Onaga. Ciente disso, Raiden recorreu à única solução que havia. Ele liberou sua essência divina num poderoso ataque que causou uma poderosa explosão. Raiden havia se matado e levou os feiticeiros Quan Chi e Shang Tsung consigo em morte aparente, mas Onaga não sofreu um arranhão.
Pouco tempo depois, as forças de Raiden retornam ao reino da Terra e o Deus do Trovão renasce. Contudo, logo ficaria claro que Raiden agora é mais do que visívelmente corrompido. Ele usou a magia negra de uma sociedade de necromancers para reanimar o corpo de Liu Kang, fazendo do antigo campeão do Mortal Kombat uma ferramenta poderosa de destruição, que estava à solta pela Terra, matando muitos inocentes. Esta magia negra não passou despercebida pelos antigos aliados - e inimigos - de Raiden, como Shinnok, que lhe propôs um acordo. Raiden busca acima de tudo proteger o reino da Terra, mesmo matando os mortais que lá vivem -, por isso aceitou o pacto com Shinnok, embora não confiando nele.
Em seu final não-crônico de Mortal Kombat: Armageddon, Raiden, ao derrotar Blaze, vê seus poderes chegaram a um nível inimaginável e destruiu todos os outros reinos para que nada mais ameaçasse o Earthrealm novamente.
Na batalha final (Armageddon), Raiden é derrotado por Shao Kahn na pirâmide de Argus. Antes de ser "morto", consegue enviar mensagens para si mesmo no passado, com imagens e uma frase: "Ele deve vencer!"
Com isso, Raiden acaba reescrevendo a história do Mortal Kombat e acelerando ao mesmo tempo os acontecimentos. Num torneio, ele convence o Kung Lao a não lutar, sem dá ouvidos ele luta e vence. Depois de um tempo, de lutar contra Shang Tsung e Reptile, Shao Kahn desce do trono e quebra o pescoço do Kung Lao. Liu Kang luta por vingança e vence. No final do jogo, Raiden tenta impedir que Liu Kang lute com Shak Kahn, pois se ele vencer, será punido com a fúria dos Deuses Anciões. Ao impedir, joga raios nele misturando com fogo de suas mãos fazendo se queimar e morrer.
Muitos anos passaram, em torno de vinte anos deste do último torneio. No Mortal Kombat X Raiden se sente culpado pelas mortes de Kung Lao e Liu Kang, porque considerava-os como filhos. Depois de lutar contra Kitana e Liu Kang, Kung Lao e outros lutadores. Vai tentar lutar contra Shinnok, mas acaba enfraquecendo e tendo que restaurar o Jinsei que foi corrompido, absorvendo toda a impureza. No final do jogo, na cena pós-crédito, Raiden está corrompido igual no Mortal Kombat Armageddon, jogando a cabeça decapitada do Shinnok para o novos Imperadores que comandam o Outworld, Kitana e Liu Kang.
Em Mortal Kombat 11, Raiden se torna alvo de Kronika, Guardiã do Tempo e mãe de Shinnok, vendo suas intervenções como um desequilíbrio entre as forças do bem e do mal e decidindo criar uma nova linha do tempo fundindo passado e presente. O Raiden corrompido é desintegrado e é substituído por sua versão do passado, segundo ele, por ser imortal ele existe além das leis do tempo, desse jeito é afetado de forma diferente. De acordo com Raiden, como a Guardiã do Tempo, Kronika é a única capaz de adulterar as forças do tempo ao ponto do presente e do passado para colidir, e também afirma que ela reiniciou a linha do tempo muitas vezes para encontrar a perfeição. Depois de muito confronto, ele funde o Liu Kang do passado e do futuro e incluindo ele para lutar contra a Kronika. Liu Kang a derrota e Raiden vira iortal e diz que a posse das areias do tempo ele terá sabedoria para criar uma nova linha do tempo e raiden irá ajudar. No outro final, Raiden vira mortal diz que ficará contente na próxima vida conhecer ele, e para escolher alguém para ficar ao seu lado enquanto molda a linha do tempo e escolhe a Kitana.

## Em outros meios
Raiden foi interpretado no cinema por Christopher Lambert em Mortal Kombat: O Filme, James Remar na continuação Mortal Kombat: a Aniquilação, e Tadanobu Asano no Mortal Kombat de 2021.
Na série televisiva Mortal Kombat: Conquest, Raiden, interpretado por Jeffrey Meek, é o mentor de Kung Lao. Raiden aparece na  websérie Mortal Kombat: Legacy, primeiro interpretado por  Ryan Robbins, e depois por David Lee McInnis.
Liu Kang aparece nas animações  Mortal Kombat: Defenders of the Realm e Mortal Kombat Legends: Scorpion's Revenge.